# Unione Sportiva Città di Palermo 2000-2001
Questa voce raccoglie le informazioni riguardanti l'Unione Sportiva Città di Palermo nelle competizioni ufficiali della stagione 2000-2001.

## Stagione
Il ritiro precampionato della società, iniziato dopo il raduno del 9 luglio, è stato fatto a San Pellegrino Terme, mentre la seconda parte è stata fatta a Caltanissetta.
Ad agosto si sono giocate due amichevoli in casa a Palermo: contro il Napoli di Zdeněk Zeman il 12 e contro la Roma di Fabio Capello e di Gabriel Batistuta il 27, terminate, nell'ordine, 1-2 e 0-3.
Al termine della stagione il Palermo riesce a conquistare la promozione in Serie B, ritornandoci a distanza di quattro anni: dopo un girone B del campionato condotto in testa alla classifica, i rosanero subirono una rimonta da parte del rivale corregionale Messina, neopromosso, capace di recuperare otto punti in cinque giornate, dalla 28ª alla 32ª. In seguito all'avvicendamento in panchina da Giuliano Sonzogni a Ezio Sella, il salto di categoria con il primo posto nei cadetti fu favorito dalla vittoria dell'Avellino contro i giallorossi all'ultima giornata: sullo 0-0 l'attaccante messinese Torino sbagliò un rigore al 90' e nei successivi minuti di recupero gli irpini trovarono anche il gol del definitivo 1-0. Nel frattempo, riguardo sempre all’ultima giornata e quindi in contemporanea, il Palermo archiviò la pratica con il gol del difensore Maggiolini già in avvio (attendendo da qui in avanti notizie favorevoli da Avellino), nella propria partita interna contro un’Ascoli ritenuto uno degli avversari più temibili di questa stagione e che riuscirà almeno a qualificarsi per i play-off, alla fine assieme alle succitate Messina e Avellino con soprattutto gli storici rivali del Catania di Luciano Gaucci, al termine di questa stagione regolare.
Il 20 e 24 maggio la squadra disputa, contro il Modena, rispettivamente vincitore dell'altro girone A, la finale della Supercoppa di Lega di Serie C 2001, seconda edizione di Supercoppa di Serie C dopo quella precedente alla sua inaugurazione e istituzione: la gara di andata, in casa allo stadio La Favorita, termina 1-2 per gli ospiti due minuti prima la fine dei minuti di recupero del secondo tempo dei tempi regolamentari, per invasione di campo da parte dei tifosi casalinghi, con il risultato trasformato 0-2 a tavolino su delibera del Giudice Sportivo, mentre la gara di ritorno, in trasferta allo stadio Alberto Braglia di Modena, finisce 3-0 per gli avversari.
Il 1º novembre della medesima stagione, in occasione della gara di andata valevole per i sedicesimi di finale della Coppa Italia di Serie C, vinta in trasferta per 0-1 contro il Campobasso, il Palermo festeggiò il centenario della società. Si era pensato per tale evento di organizzare, a maggio dopo la fine della stagione precedente, un torneo amichevole con Milan, Barcellona, Espanyol, Lazio e Juventus per festeggiare, di fatto, i 100 anni.
Per quanto riguarda il cammino nella Coppa Italia di Serie C, il club, dopo essere stato inserito nel girone R assieme ad Acireale, Igea Virtus Barcellona, Gela e Messina, in seguito al sorteggio dei gironi dal Consiglio direttivo della Lega Calcio di C il 28 luglio 2000, gioca 4 partite e arriva secondo nel proprio girone con 7 punti: accederà al turno seguente perché rientra tra le migliori sei seconde classificate tra gli altri raggruppamenti. Passato nella fase ad eliminazione diretta, il Palermo esce agli ottavi di finale a gennaio, dopo aver perso contro il Catania la doppia sfida nel derby, pareggiando all'andata a Palermo a fine novembre per 1-1 e perdendo al ritorno a Catania per 2-1.
A livello giovanile, nella stessa annata, ha vinto il suo primo Campionato nazionale Dante Berretti, battendo il Como: dopo aver pareggiato all'andata in casa 2-2 e aver concluso col medesimo risultato anche la partita di ritorno in trasferta allo stadio Giuseppe Sinigaglia di Como, i siciliani, allenati dall'ex calciatore Francesco "Franco" Sampino (giocatore del Palermo nel 1987-1988), hanno avuto la meglio ai tiri di rigore (7-5).

## Divise e sponsor
La prima maglia era rosa con colletto a polo e bordo maniche nero. La seconda divisa era bianca con linee a bretelle rosa e nero, così come gli inserti delle maniche e del colletto. La terza divisa era nera, con il colletto a polo e l'intera manica rosa.
Lo sponsor ufficiale della squadra diventa Alitalia, mentre quello tecnico diviene Lotto Sport Italia, conosciuto semplicemente come Lotto: quest'ultimo sarà quello che durerà più a lungo nella storia del Palermo, ovvero per dieci stagioni consecutive, da questa sino a quella 2009-2010.

## Organigramma societario
Area direttiva
- Azionista di maggioranza: Franco Sensi
- Presidente: Sergio D'Antoni
- Vice Presidente: Giuseppe D'Antoni
- Direttore Generale: Carmine Longo

Area organizzativa
- Segretario: Salvatore Francofonte
- Dirigente accompagnatore e consulente legale: Avv. Giuseppe Conti

Area comunicazione
- Addetto stampa: Alessandro Amato

Area tecnica
- Direttore Sportivo: Giorgio Perinetti
- Vice Direttore Sportivo: Antonio Schio
- Capo osservatori: Gaetano Troja
- Responsabile settore giovanile: Rosario Argento
- Allenatore: Giuliano Sonzogni, poi Ezio Sella
- Allenatore in seconda: Alfonso Ammirata
- Preparatore atletico: Enzo Teresa
- Preparatore dei portieri: Emilio Zangara
- Allenatore Primavera: Mauro Di Cicco
- Magazzinieri: Francesco Paolo Minnone, Pasquale Castellana

Area sanitaria
- Medico sociale: Roberto Matracia
- Massaggiatore: Giuseppe Bonadonna

## Rosa
| N. |                   | Ruolo | Calciatore                 |
| -- | ----------------- | ----- | -------------------------- |
|    | Italia (bandiera) | P     | Sebastiano Luca Aprile     |
|    | Italia (bandiera) | P     | Giuseppe Di Masi           |
|    | Italia (bandiera) | P     | Vincenzo Sicignano         |
|    | Italia (bandiera) | P     | Carlo Zotti                |
|    | Italia (bandiera) | D     | Pietro Accardi             |
|    | Italia (bandiera) | D     | Simone Altobelli           |
|    | Italia (bandiera) | D     | Espedito Chionna           |
|    | Italia (bandiera) | D     | Paolo Cotroneo             |
|    | Italia (bandiera) | D     | Andrea Ferrante            |
|    | Italia (bandiera) | D     | Luca Ferri                 |
|    | Italia (bandiera) | D     | Silvio Vittorio Giampietro |
|    | Italia (bandiera) | D     | Andrea Lisuzzo             |
|    | Italia (bandiera) | D     | Tiziano Maggiolini         |
|    | Italia (bandiera) | D     | Vincenzo Montalbano        |
|    | Italia (bandiera) | D     | Walter Paruta              |
|    | Italia (bandiera) | D     | Armando Perna              |
|    | Italia (bandiera) | D     | Marco Quadrini             |
|    | Italia (bandiera) | D     | Leandro Rinaudo            |
|    | Italia (bandiera) | D     | Pietro Vassallo            |
|    | Italia (bandiera) | C     | Antonino Barraco           |
|    | Italia (bandiera) | C     | Davide Bombardini          |
|    | Italia (bandiera) | C     | Massimiliano Cappioli      |
|    | Italia (bandiera) | C     | Carlo Cardascio            |

| N. |                      | Ruolo | Calciatore            |
| -- | -------------------- | ----- | --------------------- |
|    | Italia (bandiera)    | C     | Maurizio Ciaramitaro  |
|    | Italia (bandiera)    | C     | Daniele De Vezze      |
|    | Italia (bandiera)    | C     | Daniele Di Donato     |
|    | Italia (bandiera)    | C     | Filippo Furiani       |
|    | Italia (bandiera)    | C     | Fabrizio Grillo       |
|    | Italia (bandiera)    | C     | Fabio Marino          |
|    | Italia (bandiera)    | C     | Attilio Nicodemo      |
|    | Italia (bandiera)    | C     | Carmine Passalacqua   |
|    | Italia (bandiera)    | C     | Michele Scaringella   |
|    | Italia (bandiera)    | C     | Pasquale Suppa        |
|    | Italia (bandiera)    | A     | Ciro Auricchio        |
|    | Italia (bandiera)    | A     | Emilio Belmonte       |
|    | Italia (bandiera)    | A     | Franco Brienza        |
|    | Italia (bandiera)    | A     | Angelo Corona         |
|    | Italia (bandiera)    | A     | Antonino Di Vincenzo  |
|    | Italia (bandiera)    | A     | Firmino Elia          |
|    | Italia (bandiera)    | A     | Vincenzo Giannusa     |
|    | Argentina (bandiera) | A     | Diego Gastón Herrera  |
|    | Argentina (bandiera) | A     | Cristian La Grottería |
|    | Italia (bandiera)    | A     | Gaetano Mancino       |
|    | Italia (bandiera)    | A     | Vincenzo Palumbo      |
|    | Italia (bandiera)    | A     | Michele Trionfante    |

## Calciomercato

### Sessione estiva
| Acquisti | Acquisti              | Acquisti | Acquisti   |
| R.       | Nome                  | da       | Modalità   |
| -------- | --------------------- | -------- | ---------- |
| A        | Cristian La Grottería | Ancona   | definitivo |

| Cessioni | Cessioni         | Cessioni | Cessioni |
| R.       | Nome             | a        | Modalità |
| -------- | ---------------- | -------- | -------- |
| D        | Andrea Lisuzzo   | Foggia   |          |
| C        | Antonino Barraco | Sciacca  |          |
| C        | Attilio Nicodemo | Nizza    |          |

### Sessione invernale
| Acquisti | Acquisti            | Acquisti | Acquisti |
| R.       | Nome                | da       | Modalità |
| -------- | ------------------- | -------- | -------- |
| P        | Giuseppe Di Masi    | Roma     |          |
| C        | Michele Scaringella | Messina  |          |
| A        | Vincenzo Palumbo    | Pescara  |          |

| Cessioni | Cessioni            | Cessioni | Cessioni |
| R.       | Nome                | a        | Modalità |
| -------- | ------------------- | -------- | -------- |
| C        | Daniele De Vezze    | Roma     |          |
| C        | Carmine Passalacqua | Nardò    |          |

## Risultati

### Serie C1

#### Girone di andata
| Arbitro: | Romeo (Verona) |

|                |           |          |
| Varricchio 16’ | Marcatori | 26’ Elia |

| Arbitro: | Cenni (Imola) |

|                                |           |  |
| Belmonte 45+2’ Elia 77’ (rig.) | Marcatori |  |

| Arbitro: | Carlucci (Molfetta) |

|  |           |                |
|  | Marcatori | 48’ Maggiolini |

| Arbitro: | Cruciani (Pesaro) |

|             |           |  |
| Cappioli 9’ | Marcatori |  |

| Arbitro: | De Marco (Chiavari) |

|                          |           |                       |
| Chiopris Gori 76’ (rig.) | Marcatori | 52’, 59’ La Grotteria |

| Arbitro: | Cuttica (Alessandria) |

|                                  |           |  |
| Belmonte 41’ Cappioli 44’ (rig.) | Marcatori |  |

| Arbitro: | Bergonzi (Genova) |

|                 |           |             |
| Paci 45’ (rig.) | Marcatori | 19’ Brienza |

| Arbitro: | Dattilo (Locri) |

|                                                         |           |             |
| Cappioli 26’ (rig.), 73’ La Grottería 30’ Elia 84’, 91’ | Marcatori | 66’ Cicconi |

| Arbitro: | Ioseffi (Siena) |

|                                                                 |           |          |
| D. Pellegrini 24’ R. Greco 26’ Kanyengele 50’, 66’ Cariello 71’ | Marcatori | 10’ Elia |

| Arbitro: | Rizzoli (Bologna) |

|            |           |  |
| Grossi 43’ | Marcatori |  |

| Arbitro: | Cenni (Imola) |

|              |           |            |
| Belmonte 23’ | Marcatori | 45’ Chechi |

| Arbitro: | Ardito (Bari) |

|  |           |              |
|  | Marcatori | 34’ Belmonte |

| Arbitro: | Girardi (San Donà di Piave) |

|                  |           |  |
| La Grotteria 80’ | Marcatori |  |

| Arbitro: | Cruciani (Pesaro) |

|             |           |                       |
| Cappioli 1’ | Marcatori | 28’ Torino 36’ Godeas |

| Arbitro: | Ambrosino (Torre del Greco) |

|             |           |  |
| Carfora 63’ | Marcatori |  |

| Arbitro: | Cuttica (Alessandria) |

|                 |           |  |
| Elia 66’ (rig.) | Marcatori |  |

| Arbitro: | Rizzoli (Bologna) |

|                                          |           |                                      |
| Frati 63’ Fontana 87’ (rig.), 90’ (rig.) | Marcatori | 18’ Cappioli 28’ Elia 65’ Bombardini |

#### Girone di ritorno
| Arbitro: | Ponzalli (Firenze) |

|              |           |  |
| Cappioli 26’ | Marcatori |  |

| Arbitro: | P.S. Mazzoleni (Bergamo) |

|                             |           |                       |
| Putelli 61’ F. Ferrigno 74’ | Marcatori | 38’ Elia 81’ Cappioli |

| Arbitro: | Ardito (Bari) |

|               |           |  |
| Elia 31’, 76’ | Marcatori |  |

| Avellino 4 febbraio 2001, ore 14:30 21ª giornata | Avellino                    | 0 – 0 referto | Palermo | Stadio Partenio\| Arbitro: \| Girardi (San Donà di Piave) \| |
| Arbitro:                                         | Girardi (San Donà di Piave) |               |         |                                                              |

| Arbitro: | Niccolai (Livorno) |

|                             |           |             |
| Cappioli 22’ Bombardini 70’ | Marcatori | 46’ Toscano |

| Arbitro: | Brighi (Cesena) |

|  |           |              |
|  | Marcatori | 51’ Cappioli |

| Arbitro: | Romeo (Verona) |

|                                                |           |  |
| Palumbo 26’ Cappioli 51’ (rig.) Bombardini 80’ | Marcatori |  |

| Arbitro: | Cruciani (Pesaro) |

|         |           |                |
| Apa 65’ | Marcatori | 20’ Bombardini |

| Arbitro: | Dattilo (Locri) |

|              |           |  |
| Cappioli 89’ | Marcatori |  |

| Arbitro: | Brighi (Cesena) |

|                                        |           |              |
| Cappioli 7’ Bombardini 22’ Brienza 84’ | Marcatori | 43’ Cecchini |

| Arbitro: | De Marco (Chiavari) |

|                                  |           |  |
| De Amicis 45+2’ Amoruso 55’, 77’ | Marcatori |  |

| Palermo 8 aprile 2001, ore 16:00 29ª giornata | Palermo         | 0 – 0 referto | Atletico Catania 3000 | Stadio La Favorita\| Arbitro: \| Ioseffi (Siena) \| |
| Arbitro:                                      | Ioseffi (Siena) |               |                       |                                                     |

| Arbitro: | Niccolai (Livorno) |

|                        |           |                              |
| Di Fabio 65’ Lemme 82’ | Marcatori | 4’ Bombardini 49’ Montalbano |

| Arbitro: | Palanca (Roma) |

|            |           |  |
| Godeas 23’ | Marcatori |  |

| Arbitro: | Belloli (Bergamo) |

|                              |           |                                      |
| Elia 50’ (rig.) Cappioli 93’ | Marcatori | 12’ (rig.) Biancolino 79’ Capparella |

| Arbitro: | Dattilo (Locri) |

|                      |           |                                   |
| Carnevali 55’ (rig.) | Marcatori | 34’ (rig.) Cappioli 80’ Altobelli |

| Arbitro: | Carlucci (Molfetta) |

|                |           |  |
| Maggiolini 16’ | Marcatori |  |

### Coppa Italia Serie C
| Arbitro: | Santucci (Reggio Calabria) |

|                                            |           |  |
| Cappioli 30’ Belmonte 35’ La Grotteria 55’ | Marcatori |  |

| Arbitro: | Dattilo (Locri) |

|                             |           |  |
| Torino 12’, 36’, 65’ (rig.) | Marcatori |  |

| Arbitro: | Rubino (Salerno) |

|                                                   |           |  |
| Belmonte 33’ Savio 47’ (aut.) Bombardini 53’, 63’ | Marcatori |  |

| Arbitro: | Squillace (Catanzaro) |

|             |           |              |
| D'Amblè 12’ | Marcatori | 51’ Belmonte |

| Arbitro: | Ambrosino (Torre del Greco) |

|  |           |              |
|  | Marcatori | 45’ Belmonte |

| Arbitro: | Santucci (Reggio Calabria) |

|                  |           |            |
| Di Vincenzo 119’ | Marcatori | 73’ Corona |

| Arbitro: | Benedetto (Messina) |

|                |           |                  |
| Maggiolini 27’ | Marcatori | 22’ Karasavvidis |

| Arbitro: | Palanca (Roma) |

|                           |           |                  |
| Capparella 82’ Turchi 88’ | Marcatori | 70’ La Grottería |

### Supercoppa di Lega di Serie C
| Arbitro: | Giannoccaro (Lecce) |

|              |           |                           |
| Belmonte 35’ | Marcatori | 16’ Veronese 60’ Fabbrini |

| Arbitro: | Bergonzi (Genova) |

|                                        |           |  |
| Fabbrini 5’ Zironelli 53’ Ginestra 88’ | Marcatori |  |

## Statistiche

### Statistiche di squadra
| Competizione                  | Punti | In casa | In casa | In casa | In casa | In casa | In casa | In trasferta | In trasferta | In trasferta | In trasferta | In trasferta | In trasferta | Totale | Totale | Totale | Totale | Totale | Totale | DR  |
| Competizione                  | Punti | G       | V       | N       | P       | Gf      | Gs      | G            | V            | N            | P            | Gf           | Gs           | G      | V      | N      | P      | Gf     | Gs     | DR  |
| ----------------------------- | ----- | ------- | ------- | ------- | ------- | ------- | ------- | ------------ | ------------ | ------------ | ------------ | ------------ | ------------ | ------ | ------ | ------ | ------ | ------ | ------ | --- |
| Serie C1                      | 64    | 17      | 13      | 3       | 1       | 29      | 9       | 17           | 5            | 7            | 5            | 18           | 22           | 34     | 18     | 10     | 6      | 47     | 31     | +16 |
| Coppa Italia Serie C          |       | 4       | 2       | 2       | 0       | 9       | 2       | 4            | 1            | 1            | 2            | 3            | 6            | 8      | 3      | 3      | 2      | 12     | 8      | +4  |
| Supercoppa di Lega di Serie C |       | 1       | 0       | 0       | 1       | 0       | 2       | 1            | 0            | 0            | 1            | 0            | 3            | 2      | 0      | 0      | 2      | 0      | 5      | -5  |
| Totale                        |       | 22      | 15      | 5       | 2       | 38      | 13      | 22           | 6            | 8            | 8            | 21           | 31           | 44     | 21     | 13     | 10     | 59     | 44     | +15 |

### Statistiche dei giocatori[14]
| Giocatore        | Serie C1 | Serie C1 | Serie C1    | Serie C1   | Coppa Italia Serie C | Coppa Italia Serie C | Coppa Italia Serie C | Coppa Italia Serie C | Supercoppa di Lega di Serie C | Supercoppa di Lega di Serie C | Supercoppa di Lega di Serie C | Supercoppa di Lega di Serie C | Totale   | Totale | Totale      | Totale     |
| Giocatore        | Presenze | Reti     | Ammonizioni | Espulsioni | Presenze             | Reti                 | Ammonizioni          | Espulsioni           | Presenze                      | Reti                          | Ammonizioni                   | Espulsioni                    | Presenze | Reti   | Ammonizioni | Espulsioni |
| ---------------- | -------- | -------- | ----------- | ---------- | -------------------- | -------------------- | -------------------- | -------------------- | ----------------------------- | ----------------------------- | ----------------------------- | ----------------------------- | -------- | ------ | ----------- | ---------- |
| P. Accardi       | 0        | 0        | 0           | 0          | 2                    | 0                    | 0                    | 0                    | 0                             | 0                             | 0                             | 0                             | 2        | 0      | 0           | 0          |
| S. Altobelli     | 17       | 1        | 4           | 0          | 4                    | 0                    | 0                    | 0                    | 1                             | 0                             | 0                             | 0                             | 22       | 1      | 4           | 0          |
| S. L. Aprile     | 9        | -0       | 0           | 1          | 4                    | -3                   | 0                    | 0                    | 2                             | -5                            | 0                             | 0                             | 15       | -8     | 0           | 1          |
| A. Barraco       | 0        | 0        | 0           | 0          | 0                    | 0                    | 0                    | 0                    | 0                             | 0                             | 0                             | 0                             | 0        | 0      | 0           | 0          |
| E. Belmonte      | 25       | 4        | 3           | 1          | 5                    | 3                    | 1                    | 0                    | 2                             | 0                             | 0                             | 0                             | 32       | 7      | 4           | 1          |
| D. Bombardini    | 30       | 6        | 7           | 1          | 3                    | 2                    | 0                    | 0                    | 1                             | 0                             | 0                             | 0                             | 34       | 8      | 7           | 1          |
| F. Brienza       | 32       | 2        | 2           | 0          | 1                    | 0                    | 0                    | 0                    | 2                             | 0                             | 0                             | 0                             | 35       | 2      | 2           | 0          |
| M. Cappioli      | 32       | 15       | 5           | 0          | 4                    | 1                    | 2                    | 0                    | 0                             | 0                             | 0                             | 0                             | 36       | 16     | 7           | 0          |
| C. Cardascio     | 16       | 0        | 0           | 0          | 3                    | 0                    | 1                    | 0                    | 2                             | 0                             | 0                             | 0                             | 21       | 0      | 1           | 0          |
| E. Chionna       | 27       | 0        | 1           | 1          | 2                    | 0                    | 0                    | 0                    | 0                             | 0                             | 0                             | 0                             | 29       | 0      | 1           | 1          |
| M. Ciaramitaro   | 0        | 0        | 0           | 0          | 4                    | 0                    | 0                    | 0                    | 0                             | 0                             | 0                             | 0                             | 4        | 0      | 0           | 0          |
| A. Corona        | 0        | 0        | 0           | 0          | 1                    | 0                    | 0                    | 0                    | 0                             | 0                             | 0                             | 0                             | 1        | 0      | 0           | 0          |
| D. De Vezze      | 3        | 0        | 0           | 0          | 3                    | 0                    | 0                    | 0                    | 0                             | 0                             | 0                             | 0                             | 6        | 0      | 0           | 0          |
| D. Di Donato     | 32       | 0        | 3           | 1          | 4                    | 0                    | 1                    | 0                    | 2                             | 0                             | 0                             | 0                             | 38       | 0      | 4           | 1          |
| G. Di Masi       | 2        | 0        | 0           | 0          | 0                    | 0                    | 0                    | 0                    | 0                             | 0                             | 0                             | 0                             | 2        | 0      | 0           | 0          |
| A. Di Vincenzo   | 0        | 0        | 0           | 0          | 3                    | 1                    | 0                    | 0                    | 0                             | 0                             | 0                             | 0                             | 3        | 1      | 0           | 0          |
| F. Elia          | 30       | 11       | 1           | 0          | 4                    | 0                    | 1                    | 0                    | 1                             | 0                             | 0                             | 0                             | 35       | 11     | 2           | 0          |
| L. Ferri         | 26       | 0        | 5           | 0          | 5                    | 0                    | 0                    | 0                    | 1                             | 0                             | 0                             | 0                             | 32       | 0      | 5           | 0          |
| F. Furiani       | 16       | 0        | 3           | 0          | 8                    | 0                    | 0                    | 0                    | 1                             | 0                             | 0                             | 0                             | 25       | 0      | 3           | 0          |
| S. V. Giampietro | 28       | 0        | 4           | 1          | 4                    | 0                    | 0                    | 0                    | 1                             | 0                             | 0                             | 0                             | 33       | 0      | 4           | 1          |
| F. Grillo        | 0        | 0        | 0           | 0          | 1                    | 0                    | 0                    | 0                    | 0                             | 0                             | 0                             | 0                             | 1        | 0      | 0           | 0          |
| V. Giannusa      | 0        | 0        | 0           | 0          | 2                    | 0                    | 0                    | 0                    | 0                             | 0                             | 0                             | 0                             | 2        | 0      | 0           | 0          |
| D. G. Herrera    | 2        | 0        | 0           | 0          | 0                    | 0                    | 0                    | 0                    | 1                             | 0                             | 0                             | 0                             | 3        | 0      | 0           | 0          |
| C. La Grottería  | 27       | 4        | 5           | 0          | 6                    | 1                    | 0                    | 0                    | 2                             | 0                             | 0                             | 0                             | 35       | 5      | 5           | 0          |
| A. Lisuzzo       | 0        | 0        | 0           | 0          | 0                    | 0                    | 0                    | 0                    | 0                             | 0                             | 0                             | 0                             | 0        | 0      | 0           | 0          |
| T. Maggiolini    | 12       | 1        | 3           | 1          | 4                    | 1                    | 0                    | 0                    | 2                             | 0                             | 0                             | 0                             | 18       | 2      | 3           | 1          |
| G. Mancino       | 3        | 0        | 0           | 0          | 4                    | 0                    | 0                    | 0                    | 0                             | 0                             | 0                             | 0                             | 7        | 0      | 0           | 0          |
| F. Marino        | 1        | 0        | 0           | 0          | 1                    | 0                    | 0                    | 0                    | 0                             | 0                             | 0                             | 0                             | 2        | 0      | 0           | 0          |
| V. Montalbano    | 30       | 1        | 3           | 0          | 5                    | 0                    | 2                    | 0                    | 2                             | 0                             | 0                             | 0                             | 37       | 1      | 5           | 0          |
| A. Nicodemo      | 0        | 0        | 0           | 0          | 2                    | 0                    | 0                    | 0                    | 0                             | 0                             | 0                             | 0                             | 2        | 0      | 0           | 0          |
| V. Palumbo       | 7        | 1        | 0           | 0          | 0                    | 0                    | 0                    | 0                    | 0                             | 0                             | 0                             | 0                             | 7        | 1      | 0           | 0          |
| W. Paruta        | 0        | 0        | 0           | 0          | 4                    | 0                    | 1                    | 0                    | 0                             | 0                             | 0                             | 0                             | 4        | 0      | 1           | 0          |
| C. Passalacqua   | 0        | 0        | 0           | 0          | 0                    | 0                    | 0                    | 0                    | 0                             | 0                             | 0                             | 0                             | 0        | 0      | 0           | 0          |
| A. Perna         | 5        | 0        | 0           | 1          | 3                    | 0                    | 1                    | 0                    | 1                             | 0                             | 0                             | 0                             | 9        | 0      | 1           | 1          |
| M. Quadrini      | 4        | 0        | 0           | 0          | 4                    | 0                    | 1                    | 0                    | 1                             | 0                             | 0                             | 0                             | 9        | 0      | 1           | 0          |
| M. Scaringella   | 7        | 0        | 3           | 0          | 0                    | 0                    | 0                    | 0                    | 1                             | 0                             | 0                             | 0                             | 8        | 0      | 3           | 0          |
| V. Sicignano     | 24       | -31      | 8           | 0          | 4                    | -2                   | 0                    | 0                    | 0                             | -0                            | 0                             | 0                             | 28       | -33    | 8           | 0          |
| P. Suppa         | 12       | 0        | 1           | 0          | 5                    | 0                    | 0                    | 0                    | 2                             | 0                             | 0                             | 0                             | 19       | 0      | 1           | 0          |
| M. Trionfante    | 0        | 0        | 0           | 0          | 2                    | 0                    | 0                    | 0                    | 0                             | 0                             | 0                             | 0                             | 2        | 0      | 0           | 0          |
| C. Zotti         | 0        | -0       | 0           | 0          | 1                    | -0                   | 0                    | 0                    | 0                             | -0                            | 0                             | 0                             | 1        | -0     | 0           | 0          |